# Ульяновка (Самарская область)
Ульяновка (чув. Ульяновка) — посёлок в Кошкинском районе Самарской области. Входит в состав сельского поселения Новая Кармала.

## География
Граничит с поселениями Старое Юреево, Моховой, Алексеевка.

## Население
| 2010 |
| ---- |
| 137  |

## История
Ульяновка образована в 1928 году, как выселки из смешанного татарско-чувашского села Старое Фейзуллово, бывшей Степно-Шенталинской волости. Первоначально на поселение в Ульяновку переехало 24 семей чувашей.

На 1955 г. — 316 чел. 

На 2000 г. — 75 дворов, 165 чел. 

На 2009 г. — 61 дворов,	133 чел..

## Происхождение названия
Возникновение посёлка по времени совпало с переименованием города Симбирска в Ульяновск.

## Сельское хозяйство
Осенью 1929 года на сходе граждан была образована артель «Ульяновка». Председателем был назначен участник гражданской войны Терентьев Иван Степанович.
В 1930 году артель переименовали в колхоз с тем же названием. В 1935 году колхоз «Ульяновка» включил в свой состав колхоз «Майоровка» в одноимённом посёлке, возле поселка Моховое. С 1950 г. совместно с колхозом «Моховое» в составе колхоза «Новое Юреево». Затем с 1954 г. объединился с колхозом «Сталина» с центром в с. Новая Кармала. В 1961 г. по решению собрания колхозников колхоз переименован в колхоз «Октябрь» с центром в с. Новая Кармала. В 90-е годы, после выделения колхоза «Кармалинский», посёлок Ульяновка с составе колхоза «Октябрь» с центром в деревне Старое Юреево. С 2006 г. — ООО СХП «Юреево».

## Образование
В первые годы Советской власти в Ульяновке решено организовано начальное обучение. Так как отсутствовало помещение для школы, единственный класс (дети от 8 до 15 лет) собирался в избе Родионова Семена Павловича. Только в 1930 году из села Старое Юреево, специально для помещения начальной школы, перевезли дом раскулаченных. Он стоит и по сей день. Дальнейшее обучение проводилось Староюреевской школе. В 1950 году Ульяновской начальной школой заведовала учитель Семенова, награждённая «Орденом Трудового Красного Знамени». C 1974 г. дети обучаются в Новокармалинской средней школе.